# Кононов, Владислав Александрович
Владислав Александрович Кононов (род. 30 ноября 1977, Гагарин, Смоленская область) — российский управленец, историк и краевед, начальник департамента по координации вопросов государственной политики в исторической и гуманитарной сферах Администрации Президента России, действительный государственный советник Российской Федерации 3-го класса.
С 2018 по 2020 год — директор Департамента музеев Министерства культуры Российской Федерации.
Кандидат исторических наук, исполнительный директор Российского военно-исторического общества в 2015—2018 годах.

## Биография
После окончания исторического факультета Смоленского государственного педагогического института работал учителем истории и английского языка в Мишинской средней школе (село Покров Гагаринского района). В 2000—2003 годах работал в Государственном архиве Смоленской области, а с 2004 года — в аппарате Администрации Смоленской области. В 2005 году защитил диссертацию на соискание учёной степени кандидата исторических наук (тема «Институт губернаторства в дореволюционной России: взаимодействие губернской и центральной администраций, 1708—1917 гг.: На материалах Смоленской губернии»). С 2009 года занимал должность заместителя начальника Главного управления международных связей, регионального сотрудничества и туризма, годом позже возглавил Главное управление информационной политики и общественных связей Смоленской области. В 2013—2014 годах Кононов руководил Департаментом Смоленской области по культуре и туризму.
С 2014 года Кононов работал в структуре Российского военно-исторического общества, был руководителем пресс-службы, заместителем исполнительного директора, а с 15 июля 2015 года занимал должность исполнительного директора этой организации. От лица общества комментировал его инициативы — в частности, установку памятников Великому князю Владимиру в Москве на Боровицкой площади и Греческому легиону Николая I в Севастополе, выступал в защиту научной состоятельности подвергавшейся критике диссертации руководителя общества Владимира Мединского, требовал привлечь к ответственности Андрея Бильжо за сомнения в психической вменяемости Зои Космодемьянской, поддержал установление мемориальной доски Виктору Цою в Санкт-Петербурге, занимался вопросами охраны памятников советского периода за пределами России.
С 23 июля 2018 года до января 2020 года возглавлял Департамент музеев Министерства культуры Российской Федерации. В этом качестве в январе 2019 года Кононов давал объяснения в связи с кражей из подведомственной ему Третьяковской галереи картины Архипа Куинджи «Ай-Петри. Крым». В конце 2019 года появился первый федеральный музей за Уралом — Музей истории Дальнего Востока, в федеральное ведение приняты музей Жукова в Калужской области, начаты процессы передачи в федеральное ведение музея П. И. Чайковского в Клину, музея-заповедника «Павловск» в Санкт-Петербурге, Псковско-Изборского музея-заповедника, Объединенного мемориального музея Ю. А. Гагарина (Смоленская область), и др. В январе 2020 года, после отставки министра культуры РФ Мединского, не вошедшего в новое правительство, Кононов покинул пост директора Департамента музеев. С того же года работает начальником департамента по координации вопросов государственной политики в исторической и гуманитарной сферах в Администрации Президента России. Указом Президента Российской Федерации от 7 декабря 2020 года Кононову присвоено звание действительного государственного советника Российской Федерации 3-го класса. С августа 2024 года — референт Управления Президента Российской Федерации по государственной политике в гуманитарной сфере, ответственный секретарь единой линейки учебников истории для школы и учреждений среднего профессионального образования.

## Скандал вокруг установления мемориальной доски Маннергейму в Санкт-Петербурге
В июне 2016 года Кононов под предлогом «простого изучения истории» поддержал установление на здании Военного инженерно-технического университета в Санкт-Петербурге мемориальной доски генерал-лейтенанту русской армии, а затем союзнику гитлеровской Германии, финскому военачальнику Карлу Маннергейму. «Если говорить о Маннергейме как о русском генерале до 1918 года, то на таких героев надо равняться», сказал принявший участие в церемонии Кононов в интервью газете «Коммерсантъ». Данная акция вызвала критическую реакцию в обществе, доску неоднократно обливали красной краской, был подан судебный иск о демонтаже. Депутатами Госдумы РФ были направлены запросы в Следственный комитет и Генпрокуратуру РФ с целью проверки установки мемориальной доски на предмет нарушения федерального законодательства в части запрета на реабилитацию нацизма. В августе 2016 года выяснилось, что доска Маннергейму была установлена незаконно, и власти Санкт-Петербурга демонтировали её 13 октября 2016 года.

## Семья
Женат, воспитывает сына.

## Награды
- Орден Почёта (8 декабря 2024 года) — за активное участие в подготовке и проведении общественно значимых мероприятий[21].
- Медаль ордена «За заслуги перед Отечеством» II степени (3 июля 2019 года) — за заслуги в развитии отечественной культуры и искусства, многолетнюю плодотворную деятельность[22].
- Благодарность Президента Российской Федерации (24 октября 2017 года) — за большой вклад в сохранение культурного и исторического наследия[23].
- Благодарность Правительства Российской Федерации (13 февраля 2014 года) — за большой вклад в подготовку и проведение мероприятий, посвящённых празднованию 1150-летия со дня основания г. Смоленска[24].
- Благодарность министра культуры Российской Федерации (2017)[25]
- Благодарность Главы Чеченской Республики (2021)[26].